# العلاقات الدومينيكانية النيبالية
العلاقات الدومينيكانية النيبالية هي العلاقات الثنائية التي تجمع بين جمهورية الدومينيكان ونيبال.

## مقارنة بين البلدين
هذه مقارنة عامة ومرجعية للدولتين:
| وجه المقارنة                                              | جمهورية الدومينيكان | نيبال                             |
| --------------------------------------------------------- | ------------------- | --------------------------------- |
| المساحة (كم2)                                             | 48.67 ألف           | 147.18 ألف                        |
| عدد السكان (نسمة)                                         | 10.40 مليون         | 29.40 مليون                       |
| الكثافة السكانية (ن./كم²)                                 | 213.68              | 199.76                            |
| العاصمة                                                   | سانتو دومينغو       | كاتماندو                          |
| اللغة الرسمية                                             | اللغة الإسبانية     | اللغة النيبالية                   |
| العملة                                                    | بيزو دومنيكاني      | روبية نيبالية                     |
| الناتج المحلي الإجمالي (بليون دولار)                      | 75.93 مليار         | 24.47 مليار                       |
| الناتج المحلي الإجمالي (تعادل القوة الشرائية) بليون دولار | 149.89 مليار        | 70.20 مليار                       |
| الناتج المحلي الإجمالي الاسمي للفرد دولار أمريكي          | 6.47 ألف            | 743                               |
| الناتج المحلي الإجمالي للفرد دولار أمريكي                 | 13.26 ألف           | 2.37 ألف                          |
| مؤشر التنمية البشرية                                      | 0.715               | 0.548                             |
| رمز المكالمات الدولي                                      | +1809، +1829، +1849 | +977                              |
| رمز الإنترنت                                              | .do                 | .np                               |
| المنطقة الزمنية                                           | 00                  | UTC+05:45، التوقيت الموحد لنيبال ‏ |

## منظمات دولية مشتركة
يشترك البلدان في عضوية مجموعة من المنظمات الدولية، منها:
| علم المنظمة | اسم المنظمة                        | تاريخ انضمام جمهورية الدومينيكان | تاريخ انضمام نيبال |
| ----------- | ---------------------------------- | -------------------------------- | ------------------ |
|             | مؤسسة التنمية الدولية              | 16 نوفمبر 1962                   | 6 مارس 1963        |
|             | يونسكو                             | 4 نوفمبر 1946                    | 1 مايو 1953        |
|             | مؤسسة التمويل الدولية              | 31 أكتوبر 1961                   | 7 يناير 1966       |
|             | منظمة حظر الأسلحة الكيميائية       | ?                                | ?                  |
|             | الأمم المتحدة                      | 24 أكتوبر 1945                   | 14 ديسمبر 1955     |
|             | منظمة الشرطة الجنائية الدولية      | ?                                | ?                  |
|             | البنك الدولي للإنشاء والتعمير      | 18 سبتمبر 1961                   | 6 سبتمبر 1961      |
|             | الاتحاد البريدي العالمي            | ?                                | ?                  |
|             | وكالة ضمان الاستثمار متعدد الأطراف | 7 مارس 1997                      | 9 فبراير 1994      |
|             | منظمة التجارة العالمية             | ?                                | ?                  |

## وصلات خارجية
- موقع وزارة الخارجية النيبالية